# Hermann Eris Busse
Hermann Eris Busse (* 9. März 1891 in Freiburg im Breisgau; † 15. August 1947 ebenda) war ein badischer Heimatautor, Volkskundler und Schriftleiter der Zeitschrift Badische Heimat.

## Leben und Wirken

### Lehramt
Busse war der Sohn eines Schreinermeisters und das vierte von neun Kindern. Sein Geburtshaus ist das Haus „Zum alten Löwen“ am Oberlindenplatz in Freiburg. Er wurde Volksschullehrer. Nach dem Besuch des Lehrerseminars trat er Lehramtstellen in Obersäckingen, Unterbaldingen, Überlingen und Blasiwald an. Als Lehrer veröffentlichte Busse 1921 die von ihm vertonten Lieder für Buben und Mädel, ein Liederbuch, das in vielen Schulen eingesetzt wurde und mehrere Auflagen erfuhr. Der badische Kultusminister Adam Remmele verlieh Busse am 1. November 1930 den Titel eines Gymnasialprofessors am Friedrich-Gymnasium Freiburg, wo er aber nie unterrichtete. Nach seiner Versetzung nach Freiburg studierte er an der dortigen Universität noch Germanistik, Philosophie und Kunstgeschichte.

### Schriftleiter
Als 1922 der Geschäftsführer und Schriftleiter des Vereins Badische Heimat Max Wingenroth starb, wurde Busse zu seinem Nachfolger gewählt. Die Schriften der „Badischen Heimat“ wurden unter seiner Leitung sehr beliebt. Wegen der Doppelbelastung im Schuldienst und als Geschäftsführer der Badischen Heimat wurde Busse von 1924 bis 1944 als Hauptlehrer vom Kultusministerium beurlaubt. Busse war von 1922 bis 1942 Schriftleiter des Landesvereins. Mit dem 29. Jahrgang, 1942, wurde die Herausgabe von „Mein Heimatland“ (heute „Badische Heimat, Mein Heimatland“) eingestellt. Schon in frühen Jahren hatte sich Busse die Landschaft Badens erwandert. Seine Verdienste liegen in der Dokumentation und Sicherung von Kunstschätzen und Volksbrauchtum, besonders von Trachten und der Fastnacht. Er regte Narrenschauen und Narrentreffen im oberschwäbischen Gebiet an. Für das an Bildstöcken reiche Land zwischen Main, Tauber und Neckar prägte er den Namen „Madonnenländchen“. Er verfasste zahlreiche landeskundliche Beiträge in den Jahresheften Badische Heimat.

### Heimatautor
Daneben begann Busse auch Romane und Erzählungen zu schreiben, die ebenfalls alle inhaltlich mit dem Land Baden verknüpft sind. Sein größter Erfolg war die Schwarzwälder Romantrilogie „Bauernadel“ (1930). Einige Werke Busses wurden ins Niederländische und Tschechische übersetzt.

### Kritik
Busses Werk steht mit seinen antizivilisatorischen, die Bodenständigkeit des Bauerntumideals preisenden Tendenzen der Ideologie des nationalsozialistischen Bauernschrifttums nahe.
Durch die besondere Rolle, die der Landesverein Badische Heimat im Land Baden spielte, und seine seit Gründung des Vereins bestehende Nähe zum Staat war es für Busse nicht denkbar, auf Distanz zum Nationalsozialismus zu gehen, ohne Arbeit und Bestand des Vereins zu riskieren. Am 14. Juli 1941 beantragte Busse die Aufnahme in die NSDAP und wurde zum 1. Oktober desselben Jahres aufgenommen (Mitgliedsnummer 9.217.881). Seine eigene Nähe zur Blut-und-Boden-Ideologie und Völkischen Bewegung machte ihn über diese exponierte Stellung des Vereins hinaus auch persönlich für die Nationalsozialisten als Multiplikator für ihre Ideologie interessant. Diese Nähe zum Nationalsozialismus sieht auch Janssen, der Busses Werke als völkische Schriften mit einer „stark bodenständigen und technikfeindlichen Tendenz“ bezeichnet. Möglicherweise vermochte es Busse, trotz der Besetzung der Vorstandsposten des Vereins durch NS-Mitglieder, die ideologischen Elogen in den Publikationen der Badischen Heimat auf ein Minimum zu beschränken, so dass er 1938 von der Partei als „unzuverlässig“ eingestuft wurde. Gleichwohl findet er sich unter denjenigen Autoren, die Beiträge zu dem 1939 von Karl Hans Bühner herausgegebenen Bändchen Dem Führer – Gedichte für Adolf Hitler liefern durften. Im gleichen Jahr 1939 erhielt er zudem den Johann-Peter-Hebel-Preis des nationalsozialistischen badischen Ministers für Kultus und Unterricht, Otto Wacker. Zwischen 1922 und 1941 publizierte Busse viele landeskundliche Beschreibungen als Jahresbände des Landesvereins Badische Heimat.
Nach 1945 galt er zunächst als „belastet“ und wurde „aus politischen Gründen“ aus dem Schuldienst entlassen. Wenige Monate vor seinem Tode wurde Busse am 8. April 1947 in seinem Spruchkammerverfahren weitgehend rehabilitiert und ihm eine partielle Pensionsberechtigung zugesprochen.

## Ehrungen
- 1930 Carl-Schünemann-Literaturpreis für seine Roman-Trilogie Bauernadel.
- 1939 Johann-Peter-Hebel-Preis.
- 1941 Ehrenbürger der Albert-Ludwigs-Universität Freiburg (anlässlich seines 50. Geburtstages).

## Schriften

### Autor
Erzählungen
- Opfer der Liebe. Erzählungen. Müller, Karlsruhe 1926.
- Sonderlinge. Erzählungen. Salzer Verlag, Heilbronn 1934 (Sämann-Bücherei; 3).

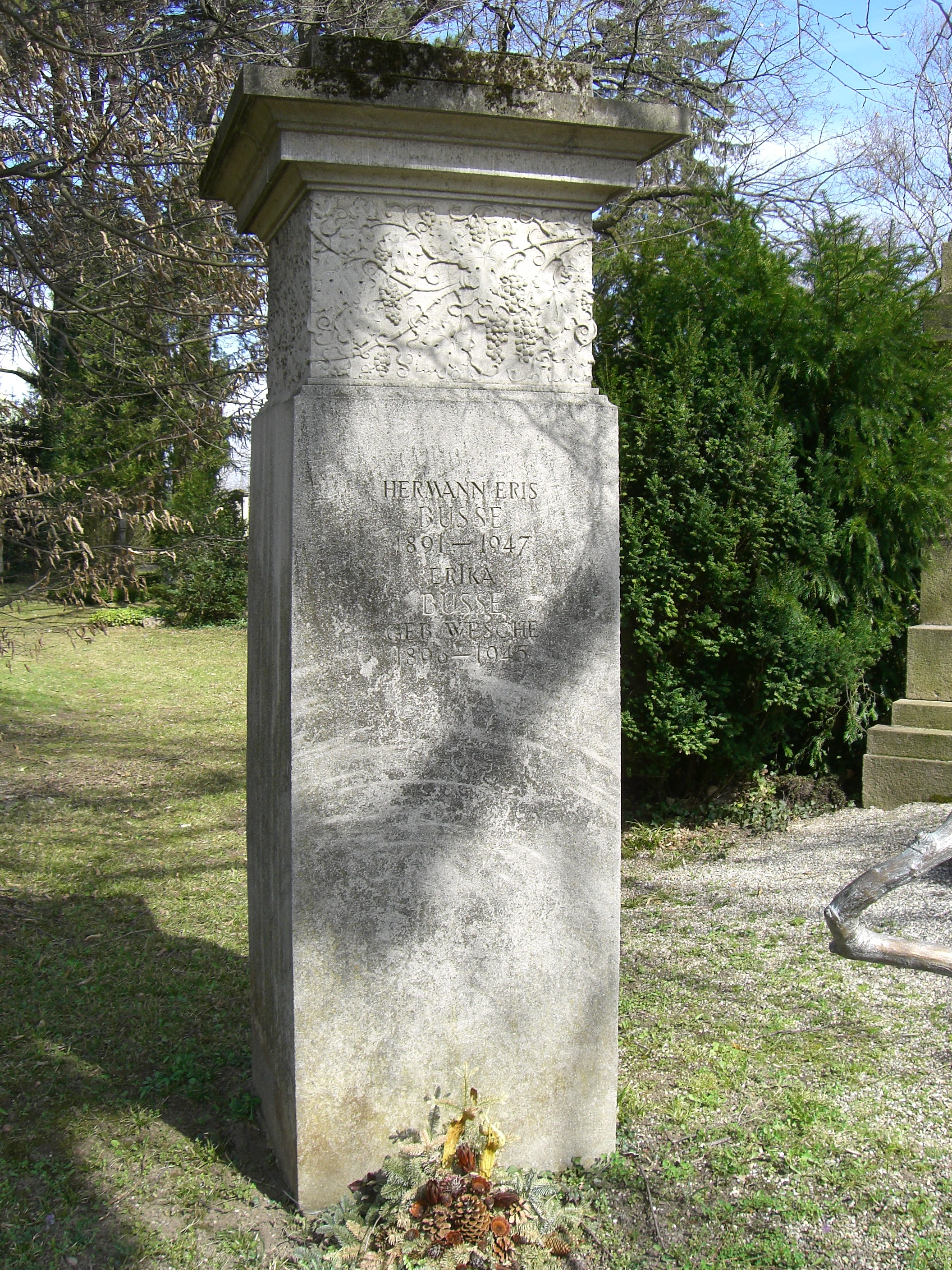
Grab Busses auf dem Hauptfriedhof Freiburg im Breisgau

- Grab Busses auf dem Hauptfriedhof Freiburg im BreisgauMein Leben. Junker und Dünnhaupt, Berlin 1935.
- Das Tulpenwunder. Erzählung. Kürzl, München 1935, doi:10.11588/diglit.41982.23.
- Glorian und die Frevlerin und drei andere Novellen. Holle, Berlin 1936.
- Der Erdgeist. Saga vom Oberrhein. List, Leipzig 1939.
- Zum silbernen Stern. Eine Grimmelshausen-Erzählung. Reclam, Leipzig 1940.
- Alemannische Geschichten. Henn, Ratingen 1941 (Rheinische Bücherei; 8).
- Fides. Bertelsmann, Gütersloh 1942 (Kleine Feldpost-Reihe).
- Hauptmann Behr. Erzählungen. Gauverlag, Bayreuth 1942 (Die kleine Glockenbücherei; 5)
- Die Heimkehr. Wilhelm Frick, Wien 1942 (Wiener Bücherei; 22).
- Bäuerliches Gleichnis vom Weizen, Wein und Lebenstag. Velhagen & Klasing, Bielefeld 1943 (Feldpost-Lesebogen).
- Badische Sagen. Schneider, Berlin 1943.
- Spiel des Lebens. Erzählung. List, Leipzig 1944.
- Der Verzicht. Bitterwolf, Illingen 1953.

Lyrik
- Das Jahr der Seele. Gedichte. Selbstverlag, Freiburg 1932.

Romane
- Tulipan und die Frauen. Roman. Deutsche Buchgemeinschaft, Berlin 1952 (Nachdr. d. Ausg. Berlin 1927).
- Peter Brunnkant. Roman. List, Leipzig 1927.
- Die kleine Frau Welt. Roman. Horen-Verlag, Berlin 1928.
- Bauernadel. Roman-Trilogie aus dem Schwarzwald. List, Leipzig 1930. Zuvor in einzelnen Bänden erschienen:

- Das schlafende Feuer. Schwarzwaldroman. Horen-Verlag, Berlin 1929.
- Markus und Sixta. Schwarzwaldroman. Horen-Verlag, Berlin 1929.
- Der letzte Bauer. Schwarzwaldroman. List, Leipzig 1930.

- Hans Fram. Das deutsche Gesicht; Roman. List, Leipzig 1932.
- Die Leute von Burgstetten. Ein Roman von Liebe und Not. List, Leipzig 1934.
- Fegfeuer. Roman. Cotta, Stuttgart 1936.
- Heiner und Barbara. Roman. List, Leipzig 1936. online im Projekt Gutenberg
- Der Tauträger. Roman. List, Leipzig 1938.
- Girlegig. Roman. Westmark-Verlag, Ludwigshafen 1941.

Sachbücher
- Der Schwarzwaldmaler Wilhelm Hasemann (= Lug ins Land! Bd. 1). Konkordia-Verlag, Bühl 1921.
- Hans Thoma (= Lug ins Land! Bd. 7). Konkordia-Verlag, Bühl 1922.
- Hermann Daur (= Vom Bodensee zum Main. Bd. 26). C. F. Müller, Karlsruhe 1924.
- Hans Adolf Bühler (= Vom Bodensee zum Main. Bd. 38). C. F. Müller, Karlsruhe 1931.
- Alemannische Volksfastnacht. In: Mein Heimatland. Zeitschrift für Volkskunde, ländliche Wohlfahrtspflege, Heimat- und Denkmalsschutz, 22. Jahrgang, Heft 1/2. Badische Heimat, Freiburg 1935.
- Alemannische Volksfastnacht. C. F. Müller, Karlsruhe 1937.
- Hans Thoma. Leben und Werk. Rembrandt-Verlag, Berlin 1935.
- Grimmelshausen. Biographie (= Die Dichter der Deutschen. Bd. 3). Cotta, Stuttgart 1939.
- Hans Thoma. Sein Leben in Selbstzeugnissen, Briefen und Dokumenten. Propyläen-Verlag, Berlin 1942.
- Johann Peter Hebel (= Die Dichter der Deutschen.). Cotta, Stuttgart 1944.

Sonstige
- Lieder für Buben und Mädel. Ausgewählt und vertont von Hermann Eris Busse. Verlag Richard Paulus, Freiburg im Breisgau 1921.

Werkausgabe
- Liebe, Tanz und Tod. Gesammelte Novellen. Tauchnitz, Leipzig 1941 (Der deutsche Tauchnitz; 156).

### Herausgeber
- Badische Heimat. Verlag Braun, Karlsruhe 1922ff
  - Bd. 9 – Bilder und Geschichten aus dem Kraichgau. 1922.
  - Bd. 10 – Das Markgräfler Land. 1923.
  - Bd. 11 – Der Überlinger See. 1924.
  - Bd. 12 – Der Enz- und Pfinzgau. 1925.
  - Bd. 13 – Der Untersee. 1926.
  - Bd. 14 – Mannheim. 1927.
  - Bd. 15 – Karlsruhe. 1928.
  - Bd. 16 – Freiburg und der Breisgau. 1929.
  - Bd. 17 – Singen und der Hegau. 1930.
  - Bd. 18 – Kehl und das Hanauerland. 1931.
  - Bd. 19 – Hochrhein und Hotzenwald. 1932.
  - Bd. 20 – Das Badische Frankenland. Odenwald, Bauland, Taubergrund. 1933.
  - Bd. 21 – Zwischen Bodensee und Donau. Stockach, Meßkirch, Pfullendorf. 1934.
  - Bd. 22 – Offenburg und die Ortenau. 1935.
  - Bd. 23 – Überlinger See und Linzgau. 1936.
  - Bd. 24 – Der Ufgau. Oos- und Murgtal. 1937.
  - Bd. 25 – Die Baar. Donaueschingen, Villingen. 1938.
  - Bd. 26 – Heidelberg und das Neckartal. 1939.
  - Bd. 27 – Das Elsass. 1940.
  - Bd. 28 – Der Breisgau. 1941.
- Ekkhart – Jahrbuch für den Oberrhein. Verlag Braun, Karlsruhe 1941ff. Schriftleitung E. Bozenhardt („im Auftrag der Herausgeber Badische Heimat“)
  - 16. Jahrgang 1935 - 24. Jg. 1943